# Disorderly conduct
Disorderly conduct (englische Rechtssprache = Belästigung der Allgemeinheit, Störung des öffentlichen Friedens) ist in fast allen Bundesstaaten und Gemeinwesen der Vereinigten Staaten ein umfassender Straftatbestand, mit dem Verstöße gegen die öffentliche Sicherheit oder Ordnung sanktioniert werden.
Am häufigsten ist eine Anklage gegen Personen, die betrunken oder unter Drogeneinfluss randaliert haben. Die Strafwürdigkeit kann sich auch aus den Tatumständen und dem Tatort ergeben. Den Gerichten reicht häufig aus, dass das fragliche Verhalten geeignet war, auch nur eine einzelne Person zu beeinträchtigen, etwa wenn die Tat in privaten Räumen begangen wurde.
Weitere Anwendungsbeispiele sind öffentliche Tätlichkeiten, gewaltsame Demonstrationen, eine Störung öffentlicher Versammlungen, unangemessenes Verhalten wie öffentliches Urinieren bis hin zum Widerstand gegen Vollstreckungsbeamte.
Die meisten Tatbestände sind Vergehen, können aber bei Hinzutreten qualifizierender Umstände auch als Verbrechen bestraft werden. Ersttäter erhalten in der Regel nur kurze Haftstrafen, die oftmals mit der Untersuchungshaft abgegolten sind. Möglich sind auch Geldstrafen und die Strafaussetzung zur Bewährung.
An amerikanischen Jugendgerichten ist disorderly conduct – nach Körperverletzung (simple assault), Diebstahl, Strafvereitelung und Verstößen gegen die Drogengesetze – der am fünfthäufigsten verhandelte Straftatbestand.

## Situation in Deutschland
Das deutsche Recht unterscheidet zwischen dem Straftatbestand der Erregung öffentlichen Ärgernisses (§ 183a StGB) und der Belästigung der Allgemeinheit, einer Ordnungswidrigkeit (§ 118 OWiG). Davon sind präventive Maßnahmen der Polizei zur Gefahrenabwehr wie etwa der Platzverweis gegen einen Betrunkenen zu unterscheiden.